# Deferiet
Deferiet falu az USA New York államában, Jefferson megyében. Lakosainak száma 245 fő (2020. április 1.).

## Népesség
A település népességének változása:

| 2010 | 294 |
| 2020 | 245 |